# الضرر في القانون

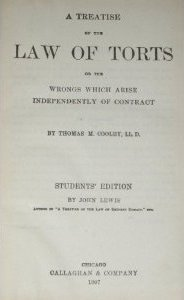
صفحة عنوان توماس إم [سينتاير] كولي (1907) رسالة عن قانون الأضرار أو الأخطاء التي تنشأ بشكل مستقل عن العقد، طبعة الطلاب، شيكاغو، إلينوي.

الضرر في القانون هو الأذى الذي يلحق بالشخص في ماله أو جسده أو عرضه أو عاطفته وهو واجب التعويض مهما كان نوعه ماديا كان أو معنويا، مما يؤدي إلى المسؤولية القانونية للشخص الذي يرتكب الفعل الضار.
وتختلف التشريعات فيما بينها في النظريات التي تبنى على المسؤولية التقصيرية أو ما يطلق عليها بالفعل الضار. فبعضها يقييم المسؤولية التقصيرية على فعل الأضرار دون حدوث الخظأ، وبعضها الآخر يقيمها على اساس الخطأ بحيث ان من تسبب في الضرر لا يلتزم بالتعويض الا في حال كان مخطئا.
وترجع أهمية الضرر باعتباره أحد أركان الفعل الضار المنشئ للالتزام إلى أنه المتطلب الأول الذي لا بد من توافره ليتم البحث عن الأركان الأخرى، فعلى سبيل المثال لا يكفي أن يقع من الفاعل فعل خاطئ لكي تنهض في مواجهته المسؤولية عن هذا الفعل طالما لم يترتب على ذلك الخطأ ضرر أثر بالمضرور وتوافرت شروطه القانونية.
وينقسم الضرر إلى:
ضرر مادي
ضرر أدبي

## الضرر المادي
الضرر المادي : هو ما يصيب الذمة المالية فيسبب لصاحبه خسارة مالية.ويشمل الاضرار التي تصيب الشخص في سلامة جسمه وصحته.
فيعتبر ضررا ماديا كل مساس بحقوق الشخص المالية ك حق الملكية والانتفاع وحقوق المؤلف والمخترع حيث يترتب على هذا المساس انتقاص للمزايا المالية التي تخولها هذه الحقوق لاصحابها ويعتبر أيضا ضررا ماديا كل مساس بصحة الإنسان وسلامة جسمه إذا كان يترتب عليه خسارة مالية كالإصابة التي تعجز الشخص عن الكسب عجزا كليا أو جزئيا أو تقتضي علاجا يكلف نفقات مالية معينة، وكل مساس بحق من الحقوق المتصلة بشخص الإنسان كالحرية الشخصية وحرية العمل وحرية الرأي إذا كان يترتب عليه خسارة مالية كحبس شخص دون حق.
فالأضرار المادية التي يمكن تعويضها تتخذ صورا عديدة ومتنوعة، فقد يكون الضرر عبارة عن اتلاف المال، كحرق عقار أو اتلاف سيارة بحادث اصطدام. والضرر المادي لا يقف عند هذه الصور فهو يمكن أن يشمل كل صور الخسارة المالية الناجمة عن فعل من أفعال التعدي الذي ينسب للغير، كالمنافسة غير المشروعة أو نتيجة الاعتداء على حقوق الملكية الفكرية والأدبية والصناعية كطبع كتاب دون اذن مؤلفه أو استغلال براءة اختراع مسجلة باسم المتضرر أو تقليد علامة تجارية مملوكة للغير.

## الضرر الأدبي
الضرر الأدبي أو الضرر غير المادي: يقصد به الضرر الذي لا يمس الذمة المالية وانما يسبب فقط الما نفسيا ومعنويا لما بنطوي عليه من مساس بشعور الإنسان وعواطفه أو شرفه أو عرضة أو كرامته أو سمعته ومركزه الاجتماعي.
ومثال عليه: خدش الشرف والاعتداء على السمعة والحط من الكرامة
وهناك تشريعات لبعض البلدان كانت أكثر توسعا من بعض التشريعات عندما لم يحدد درجة القرابة المتطلبة للحصول على تعويض عن ضرر أدبي كما أن الحق في التعويض عن الضرر الأدبي لا ينتقل إلى الورثة الا إذا اتفق عليه أو صدر به حكم قضائي نهائي.

## التداخل مع القانون الجنائي
هناك بعض التداخل بين القانون الجنائي والأذى. على سبيل المثال، في بعض القوانين، يعتبر الاعتداء جريمة وجرم (شكل من أشكال التعدي على الشخص). يسمح للضحية عادة، بالحصول على علاج يخدم أغراضه الخاصة (على سبيل المثال عن طريق دفع تعويضات لشخص مصاب في حادث سيارة، أو الحصول على تعويض قضائي لوقف تدخل شخص في أعماله).
تحتفظ العديد من السلطات القضائية، وخاصة الولايات المتحدة، بالعناصر العقابية في تعويضات الضرر، على سبيل المثال في مكافحة الاحتكار والأضرار المتعلقة بالمستهلكين، مما يجعل الضرر ضبابيًا مع الأعمال الإجرامية. أيضا هناك حالات خاصة إذا تجاهل المدعى عليه أوامر المحكمة، يمكن للمدعي الحصول على تعويض عقابي ضد المدعى عليه، بما في ذلك السجن. وقد تحتوي بعض الأضرار على عنصر عام - على سبيل المثال، إزعاج عام - وأحيانًا ما يتم تقديم الإجراءات في الضرر من قبل هيئة عامة. أيضًا، في حين أن القانون الجنائي عقابي في المقام الأول، فقد طورت العديد من السلطات القضائية أشكالًا من التعويض النقدي أو الرد الذي يمكن للمحاكم الجنائية أن تأمر المدعى عليه مباشرة بدفعه للضحية..